# ژولس دواکیز
ژولس دواکیز (به فرانسوی: Jules Dewaquez) بازیکن فوتبال و مهاجم اهل فرانسه است که از سال ۱۹۲۰ تا ۱۹۲۹ میلادی عضو تیم ملی فوتبال فرانسه بوده‌است. وی در ۴۱ بازی ملی حضور داشته است و در بازی‌های ملی‌اش ۱۲ گل به ثمر رساند.